# Жанаталап (Рабатський сільський округ)
Жанатала́п (каз. Жаңаталап) — село у складі Казигуртського району Туркестанської області Казахстану. Входить до складу сільського округу Каракози Абдалієва.
Село складається з 3 частин, які раніше були окремими населеними пунктами — Ортабулак (колишній Жанаталап), Акбастау, зимовник Акпан (частина колишнього села Жанаталап).
Населення — 130 осіб (2021; 166 у 2009, 224 у 1999, 292 у 1989).